# Neocompsa veracruzana
Neocompsa veracruzana är en skalbaggsart som beskrevs av Martins 1971. Neocompsa veracruzana ingår i släktet Neocompsa och familjen långhorningar. Inga underarter finns listade i Catalogue of Life.